# Taptanaj
Taptanaj (ros. Таптанай) – wieś w Rosji, w Kraju Zabajkalskim, w rejonie duldurgińskim Agińskiego Okręgu Buriackiego. W 2010 liczyła 794 mieszkańców.